# 瓜纳卡斯特省
瓜纳卡斯特省（西班牙語：Provincia de Guanacaste）是哥斯达黎加西北部的一个省，北鄰尼加拉瓜相望，西臨太平洋。面積10,141平方公里。2000年人口264,238人。首府利韋里亞。
下分11縣。
1. ↑  . hdi.globaldatalab.org.   [2018-09-13] （英语）.